# Вивільга гірська
Вивільга гірська (Oriolus percivali) — вид співочих птахів родини вивільгових (Oriolidae).

## Поширення
Птах поширений в Бурунді, Д. Р. Конго, Кенії, Руанді, Танзанії та Уганді. Його природними місцями проживання є бореальні ліси, субтропічні або тропічні сухі ліси, субтропічні або тропічні вологі гірські ліси.